# Leichtathletik-Europameisterschaften 2018/4 × 400 m der Frauen

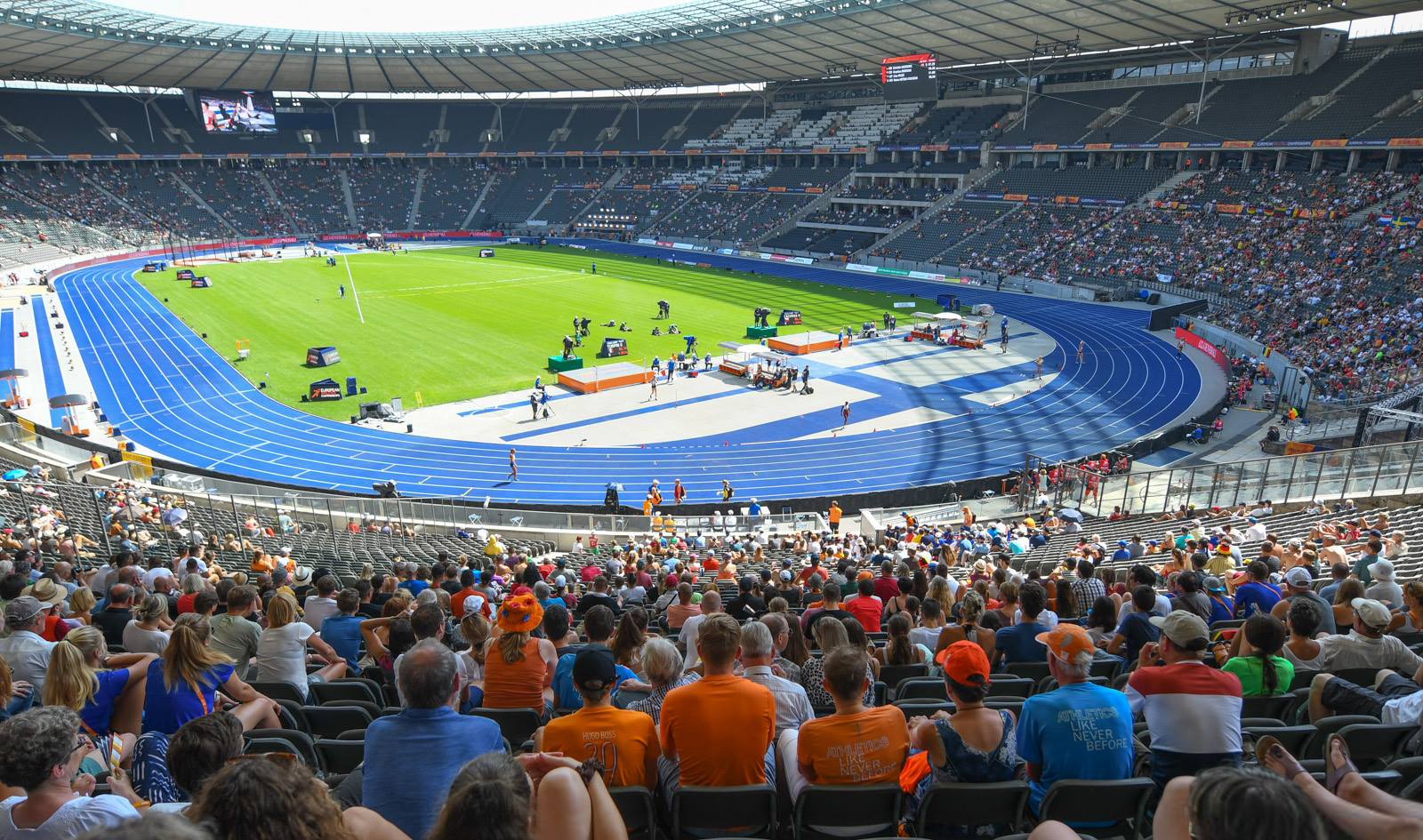
Das Berliner Olympiastadion am 9. August 2018

Der 4-mal-400-Meter-Staffel der Frauen bei den Leichtathletik-Europameisterschaften 2018 fand am 10. und 11. August im Olympiastadion in der deutschen Hauptstadt Berlin statt.
Den Europameistertitel gewann Polen in der Besetzung Małgorzata Hołub-Kowalik, Iga Baumgart-Witan, Patrycja Wyciszkiewicz und Justyna Święty-Ersetic sowie den im Vorlauf außerdem eingesetzten Natalia Kaczmarek und Martyna Dąbrowska.

Die Staffel aus Frankreich errang die Silbermedaille mit Elea Mariama Diarra, Déborah Sananes, Agnès Raharolahy und Floria Gueï sowie der im Vorlauf außerdem eingesetzten Estelle Perrossier.
Bronze ging an das britische Team mit Zoey Clark, Anyika Onuora, Amy Allcock und Eilidh Doyle sowie den im Vorlauf außerdem eingesetzten Finette Agyapong, Mary Abichi und Emily Diamond.
Auch die im Vorlauf für die Medaillengewinnerinnen eingesetzten Läuferinnen erhielten entsprechendes Edelmetall.

## Rekorde

### Bestehende Rekorde
| Weltrekord           | 3:15,17 min | Sowjetunion (Tatjana Ledowskaja, Olga Nasarowa, Marija Pinigina, Olha Bryshina) | OS Seoul, Südkorea           | 1. Oktober 1988 |
| Europarekord         | 3:15,17 min | Sowjetunion (Tatjana Ledowskaja, Olga Nasarowa, Marija Pinigina, Olha Bryshina) | OS Seoul, Südkorea           | 1. Oktober 1988 |
| Meisterschaftsrekord | 3:16,87 min | DDR (Kirsten Emmelmann, Sabine Busch, Petra Müller, Marita Koch)                | EM Stuttgart, BR Deutschland | 31. August 1986 |

Der bereits seit 1986 bestehende EM-Rekord wurde auch bei diesen Europameisterschaften nicht erreicht. Die schnellste Zeit erzielte Europameister Polen (Małgorzata Hołub-Kowalik, Iga Baumgart-Witan, Patrycja Wyciszkiewicz, Justyna Święty-Ersetic) im Finale mit 3:26,59 min, womit das Quartett 9,72 s über dem Rekord blieb. Zum Welt- und Europarekord fehlten 11,12 s.

### Rekordverbesserung
Es wurde ein neuer Landesrekord aufgestellt:

3:27,69 min – Belgien (Cynthia Bolingo Mbongo, Hanne Claes, Justien Grillet, Camille Laus), Finale am 11. August

## Legende
Kurze Übersicht zur Bedeutung der Symbolik – so üblicherweise auch in sonstigen Veröffentlichungen verwendet:
| NR  | Nationaler Rekord              |
| DSQ | disqualifiziert                |
| IWR | Internationale Wettkampfregeln |
| TR  | Technische Regeln              |

## Vorläufe
Aus den beiden Vorläufen qualifizierten sich die jeweils drei Ersten jedes Laufes – hellblau unterlegt – und zusätzlich die beiden Zeitschnellsten – hellgrün unterlegt – für das Finale.

### Lauf 1
10. August 2018, 13:40 Uhr MESZ
| Platz | Bahn | Land           | Athletinnen                                                                                 | Zeit (min) |
| ----- | ---- | -------------- | ------------------------------------------------------------------------------------------- | ---------- |
| 1     | 3    | Italien        | - Maria Benedicta Chigbolu - Ayomide Folorunso - Raphaela Lukudo - Libania Grenot           | 3:27,63 SB |
| 2     | 4    | Großbritannien | - Zoey Clark - Finette Agyapong (Vorlauf) - Mary Abichi (Vorlauf) - Emily Diamond (Vorlauf) | 3:28,12    |
| 3     | 5    | Deutschland    | - Nadine Gonska - Corinna Schwab (Vorlauf) - Karolina Pahlitzsch - Hannah Mergenthaler      | 3:31,77 SB |
| 4     | 2    | Slowakei       | - Emma Zapletalová - Iveta Putalová - Daniela Ledecká - Alexandra Bezeková                  | 3:32,11 SB |
| 5     | 6    | Schweiz        | - Fanette Humair - Robine Schürmann - Rachel Pellaud - Yasmin Giger                         | 3:32,86    |
| 6     | 7    | Spanien        | - Laura Bueno - Herminia Parra - Carmen Sánchez - Aauri Bokesa                              | 3:33,18    |
| 7     | 1    | Portugal       | - Rivinilda Mentai - Joceline Monteiro - Cátia Azevedo - Dorothé Évora                      | 3:33,35 SB |
| 8     | 8    | Irland         | - Sinéad Denny - Sophie Becker - Davicia Patterson - Claire Mooney                          | 3:35,96 SB |

### Lauf 2
10. August 2018, 13:51 Uhr MESZ
| Platz | Bahn | Land         | Athletinnen | Zeit (min)                                  |
| ----- | ---- | ------------ | --- | ------------------------------------------- |
| 1     | 4    | Polen        | - Małgorzata Hołub-Kowalik - Patrycja Wyciszkiewicz - Natalia Kaczmarek (Vorlauf) - Martyna Dąbrowska (Vorlauf) | 3:28,52                                     |
| 2     | 5    | Frankreich   | - Elea Mariama Diarra - Agnès Raharolahy - Déborah Sananes - Estelle Perrossier (Vorlauf)                       | 3:28,61                                     |
| 3     | 6    | Belgien      | - Camille Laus - Cynthia Bolingo Mbongo - Justien Grillet - Hanne Claes                                         | 3:30,62                                     |
| 4     | 7    | Rumänien     | - Andrea Miklós - Cristina Bălan - Sanda Belgyan - Bianca Răzor                                                 | 3:31,95 SB                                  |
| 5     | 1    | Schweden     | - Matilda Hellqvist - Moa Hjelmer - Josefin Magnusson - Lisa Duffy                                              | 3:32,61 SB                                  |
| 6     | 8    | Griechenland | - Anna Vasiliou - Despina Mourta - Evangelia Zigori - Irini Vasiliou                                            | 3:34,69                                     |
| 7     | 2    | Litauen      | - Eva Misiūnaitė - Modesta Justė Morauskaitė - Gabija Galvydytė - Erika Krūminaitė                              | 3:37,73                                     |
| DSQ   | 3    | Ukraine      | - Kateryna Klymjuk - Marija Mykolenko - Anastassija Bryshina - Tetjana Melnyk                                   | IWR 170, TR24.7 Wechselraum- überschreitung |

## Finale
11. August 2018, 21:50 Uhr MESZ

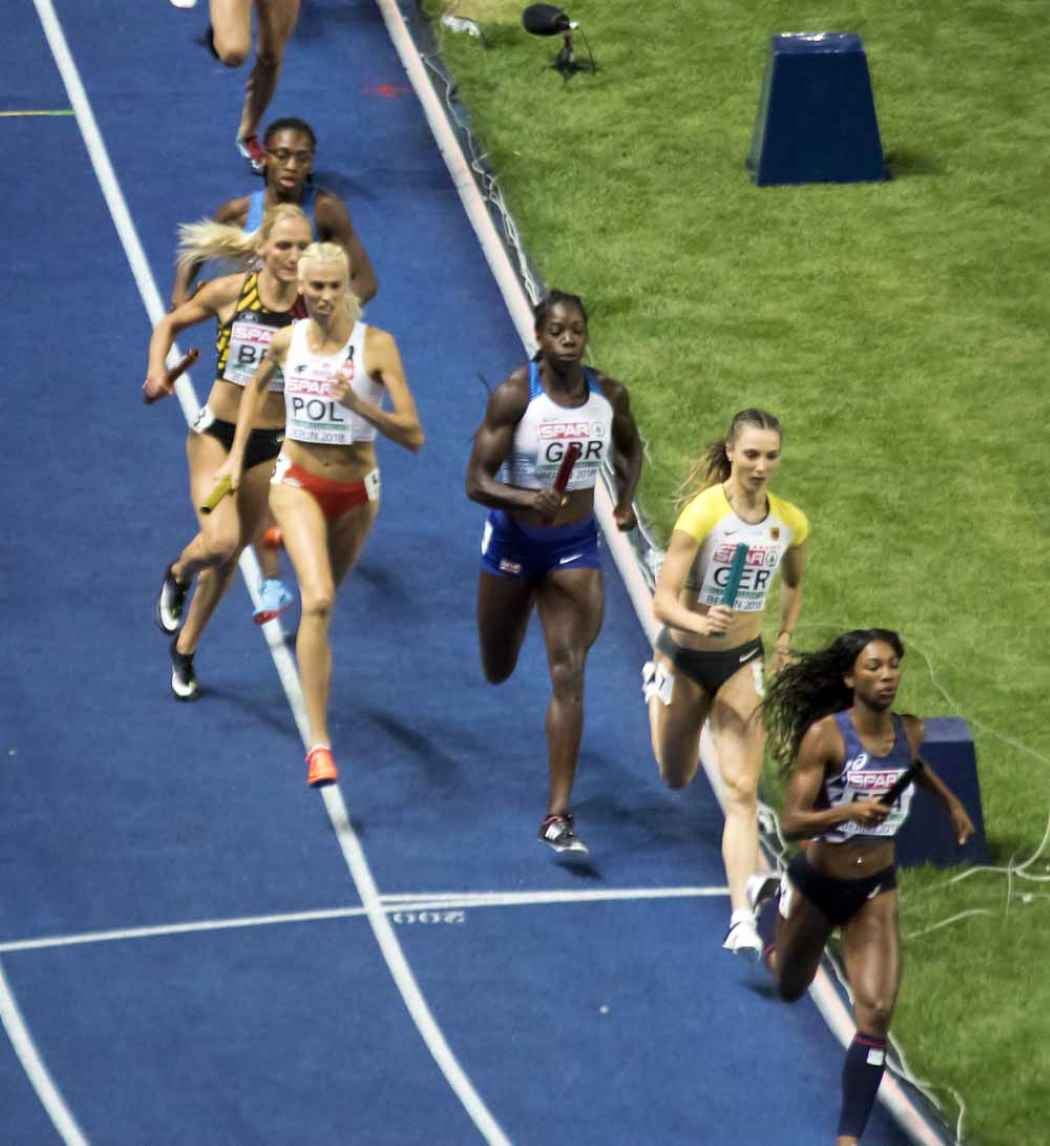
Auf der zweiten Runde (v. l. n. r.): Ayomide Folorunso, Italien / Hanne Claes, Belgien / Iga Baumgart-Witan, Polen / Anyika Onuora, Großbritannien / Laura Müller, Deutschland / Déborah Sananes, Frankreich

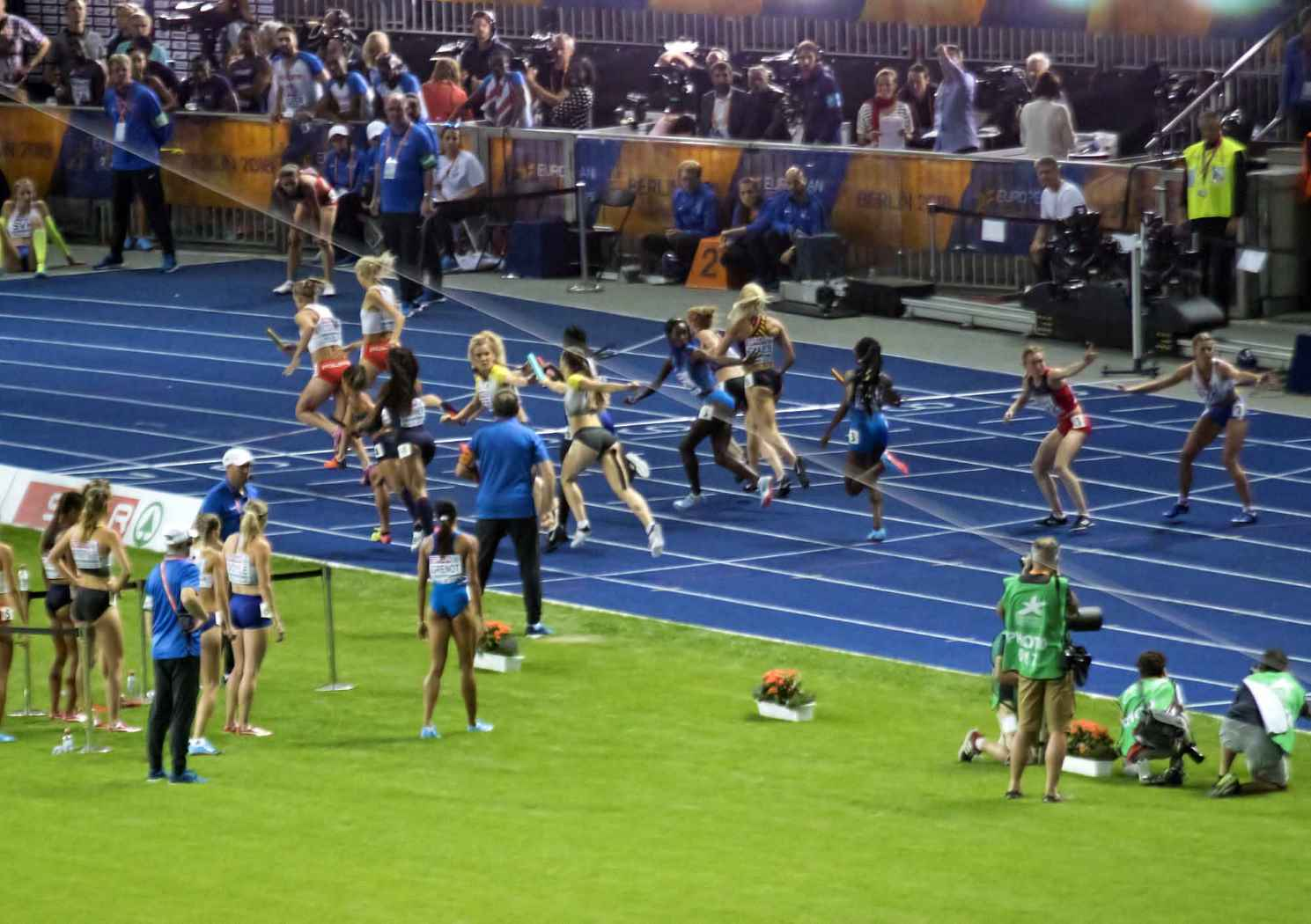
Der zweite Wechsel

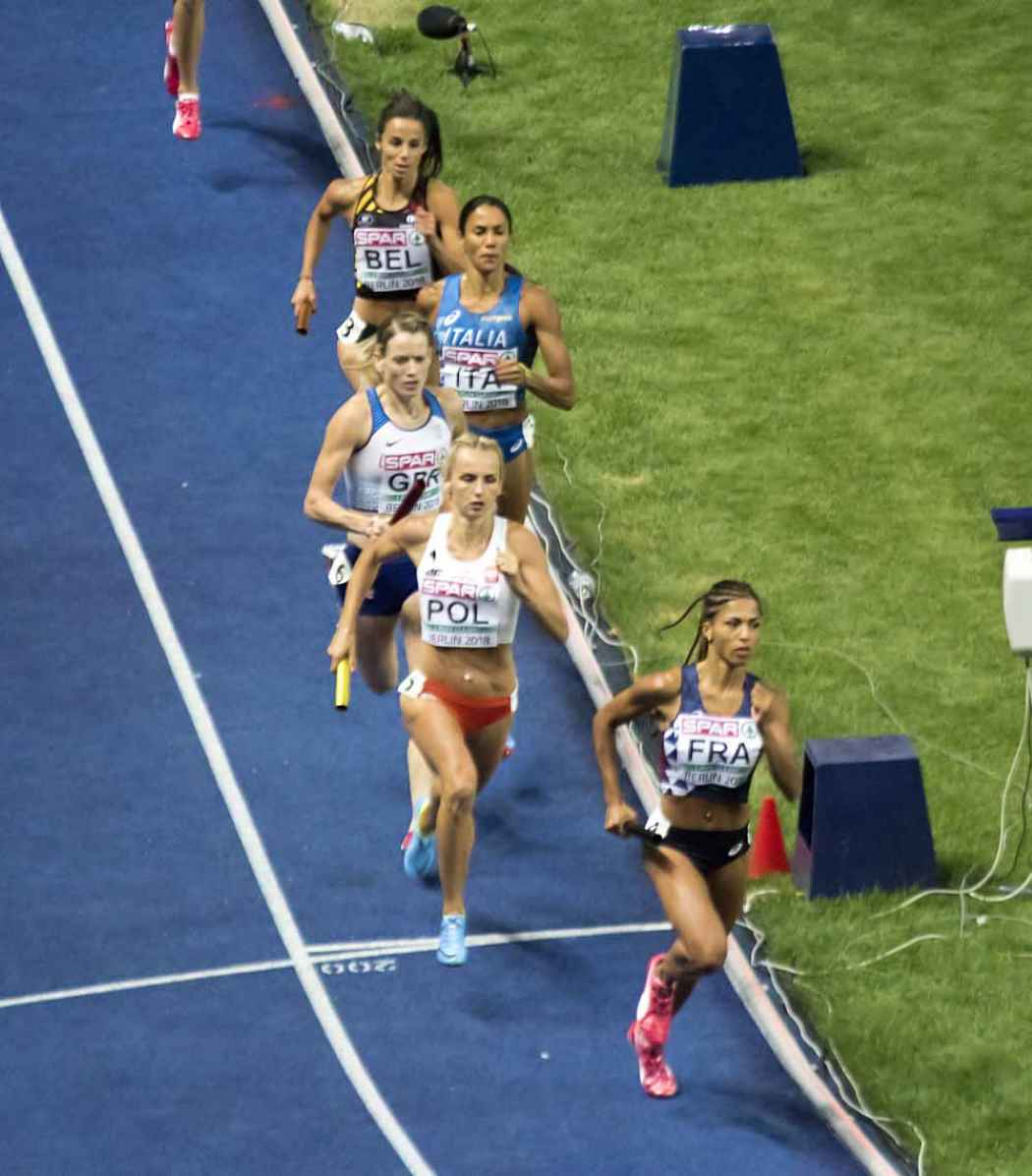
Schlussrunde (v. l. n. r.): Camille Laus, Belgien / Libania Grenot, Italien / Eilidh Doyle, Großbritannien / Justyna Święty-Ersetic, Polen / Floria Gueï, Frankreich

Im Finale gab es folgende Besetzungsänderungen:
- Polen – Iga Baumgart-Witan und Justyna Święty-Ersetic ersetzten Natalia Kaczmarek und Martyna Dąbrowska
- Frankreich – Floria Gueï lief anstelle von Estelle Perrossier
- Großbritannien – Anyika Onuora, Amy Allcock und Eilidh Doyle ersetzten Finette Agyapong, Mary Abichi und Emily Diamond
- Frankreich – Laura Müller lief anstelle von Corinna Schwab

| Platz | Bahn | Land           | Athletinnen | Zeit (min) |
| ----- | ---- | -------------- | --- | ---------- |
|       | 5    | Polen          | - Małgorzata Hołub-Kowalik - Iga Baumgart-Witan (Finale) - Patrycja Wyciszkiewicz - Justyna Święty-Ersetic (Finale) 0im Vorlauf außerdem: - Natalia Kaczmarek - Martyna Dąbrowska | 3:26,59    |
|       | 4    | Frankreich     | - Elea Mariama Diarra - Déborah Sananes - Agnès Raharolahy - Floria Gueï (Finale) 0im Vorlauf außerdem: - Estelle Perrossier                                                      | 3:27,17    |
|       | 6    | Großbritannien | - Zoey Clark - Anyika Onuora (Finale) - Amy Allcock (Finale) - Eilidh Doyle (Finale) 0im Vorlauf außerdem: - Finette Agyapong - Mary Abichi - Emily Diamond                       | 3:27,40    |
| 4     | 8    | Belgien        | - Cynthia Bolingo Mbongo - Hanne Claes - Justien Grillet - Camille Laus | 3:27,69 NR |
| 5     | 3    | Italien        | - Maria Benedicta Chigbolu - Ayomide Folorunso - Raphaela Lukudo - Libania Grenot                                                                                                 | 3:28,62    |
| 6     | 7    | Deutschland    | - Nadine Gonska - Laura Müller (Finale) - Karolina Pahlitzsch - Hannah Mergenthaler 0im Vorlauf außerdem: - Corinna Schwab                                                        | 3:30,33 SB |
| 7     | 1    | Rumänien       | - Andrea Miklós - Cristina Bălan - Sanda Belgyan - Bianca Răzor | 3:32,15    |
| 8     | 2    | Slowakei       | - Emma Zapletalová - Iveta Putalová - Daniela Ledecká - Alexandra Bezeková | 3:32,22    |

Der Ausgang dieser Staffel war offen. Das stärkste europäische Team der letzten Jahre war Großbritannien. Die Britinnen waren die Vizeweltmeisterinnen von 2017, die Olympiadritten von 2016 und auch die Europameisterinnen von 2016. Sie hatten allerdings mit den Polinnen sehr starke Gegnerinnen. Im 400-Meter-Einzelfinale hier in Berlin war die Polin Justyna Święty-Ersetic Europameisterin geworden. Außerdem hatte mit Iga Baumgart-Witan eine zweite Polin im Finale gestanden und dort den fünften Platz belegt.
Das Rennen war wie erwartet sehr eng. Nach dem ersten Wechsel führte Frankreich vor Deutschland, Großbritannien und Polen. Aber auch Belgien und Italien hatten noch Kontakt zu den führenden Teams. Mit einem starken Finish brachte Baumgart-Witan Polen vor dem zweiten Wechsel an die Spitze. Es folgte Großbritannien vor Frankreich, Italien, Deutschland und Belgien. Diese sechs Mannschaften lagen auch auf der Gegengeraden der dritten Runde noch dicht hintereinander. Die Belgierinnen verbesserten sich hier vor Deutschland auf den fünften Platz. Auf der Zielgeraden setzte sich die Polin Patrycja Wyciszkiewicz leicht von ihren Konkurrentinnen ab. Frankreich, Italien und Großbritannien wechselten hinter Polen. Knapp dahinter folgte Belgien, während Deutschland hier den Anschluss verlor.
Schnell schlossen Floria Gueï für Frankreich, Libania Grenot für Italien und Eilidh Doyle für Großbritannien zur polnischen Schlussläuferin Święty-Ersetic auf. Auch die Belgierin Camille Laus folgte dicht dahinter. Auf der Gegengeraden setzte sich Gueï sogar an die Spitze. Doyle zog dahinter an Grenot vorbei an die dritte Position. So ging es in die Zielkurve. Zu Beginn der Zielgeraden setzten sich die drei führenden Staffeln aus Frankreich, Polen und Großbritannien ein wenig von Italien und Belgien ab. Die Einzeleuropameisterin Święty-Ersetic eroberte mit dem besten Stehvermögen die Spitzenposition für ihr Team zurück und Polen wurde Europameister. Gueï verteidigte den zweiten Platz gegen Doyles Angriffe. So gewann Frankreich die Silbermedaille, die Britinnen wurden Dritte. Die belgische Schlussläuferin Camille Laus eroberte den vierten Platz, Italien belegte Rang fünf. Die deutsche Staffel erreichte den sechsten Platz vor Rumänien und der Slowakei.